# Vlag van Tsjerkasy (oblast)

Vlag van Tsjerkasy (ratio 2:3)

De vlag van Tsjerkasy werd ontworpen door Olesja en Mykola Telizjenko en officieel aangenomen door het bestuur van de oblast Tsjerkasy op 29 januari 1998.
De vlag heeft een donkerblauwe, bijna paarse, achtergrondkleur met in het midden het wapen van de oblast en de Oekraïense letters Черкаська область ("oblast Tsjerkasy"). Het portret boven het schild is van Taras Sjevtsjenko. De vlag is aan drie zijden voorzien van een gele rand.